# Brainbuster

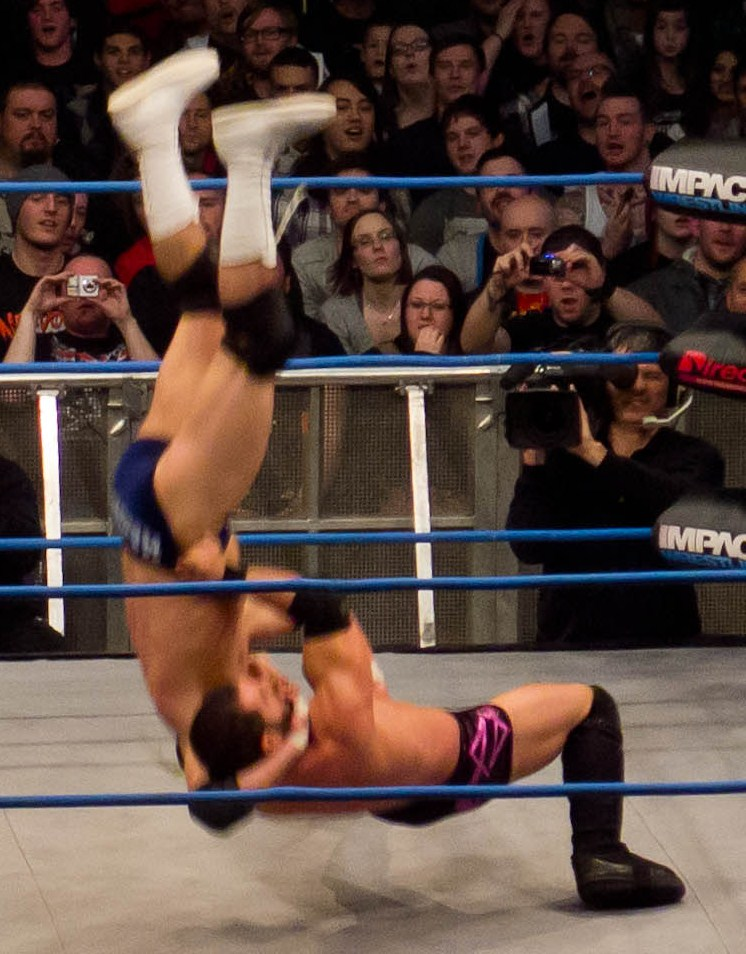
Austin Aries esegue la brainbuster

Il Brainbuster è una mossa di attacco del wrestling, si pratica sollevando e facendo ricadere l'avversario di testa o sul collo. 

## Varianti

### Mexican stretch buster

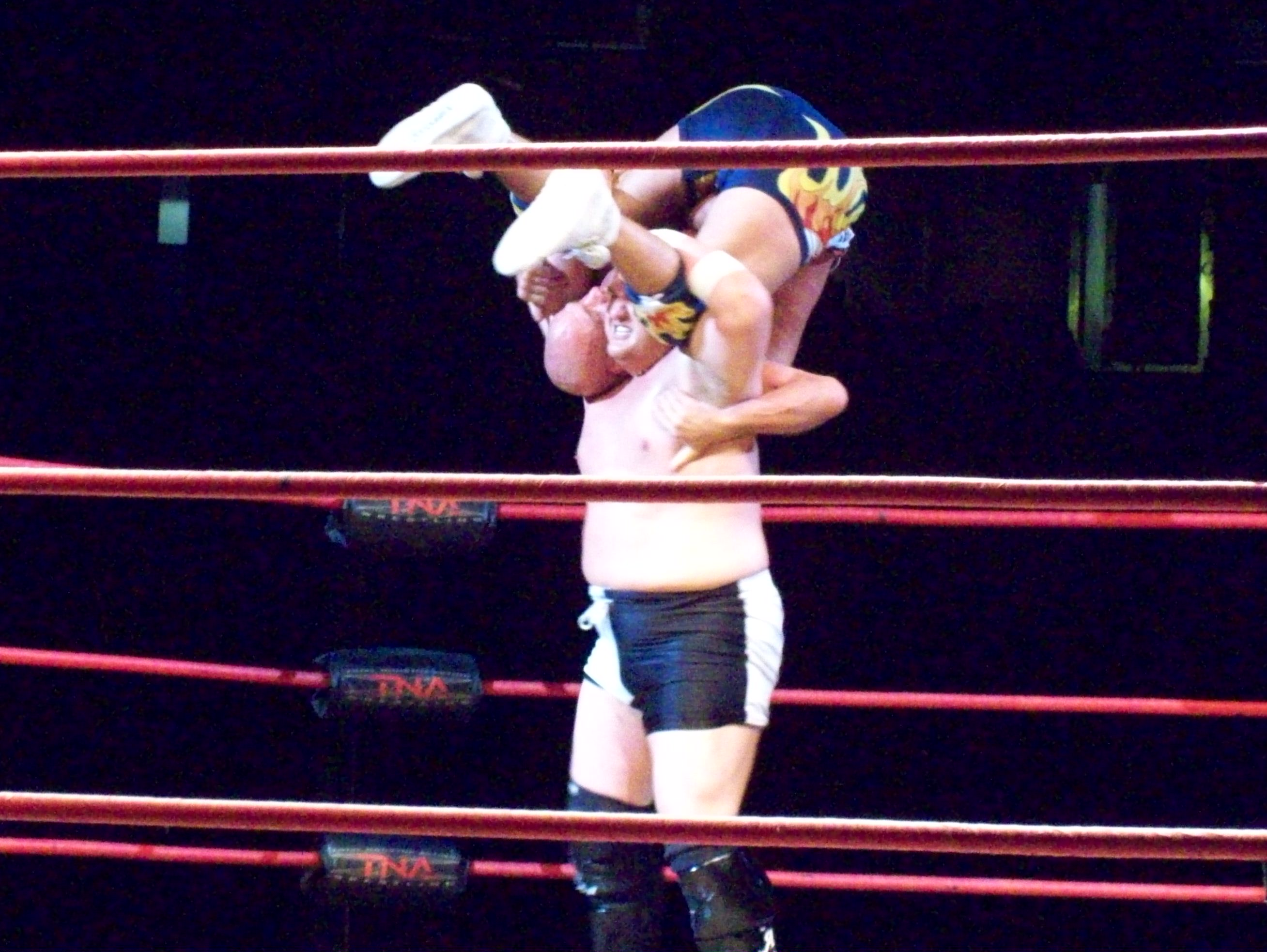
Samoa Joe esegue la Muscle Buster su Kurt Angle

Si imposta un Vertical suplex, si afferrano le gambe dell'avversario e si salta per poi cadere seduti.
Una variante consiste nel cadere di schiena dalla posizione di presa sull'avversario. In questo caso si chiama Muscle Buster.

### Jumping Brainbuster
Conosciuto anche come spike brainbuster o brainbuster DDT, è una variante in cui, invece di cadere semplicemente sulla propria schiena, il lottatore attaccante salta in piedi e usa il proprio slancio per far cadere l'avversario sulla sommità della testa.

### Double underhook brainbuster
In questa mossa il lottatore piega l'avversario in avanti, mettendo la testa della vittima tra le gambe ed eseguendo un double underhook (aggancia ogni braccio dell'avversario dietro la schiena dello stesso). Poi lo tira per le braccia sollevandolo in modo che la vittima si trovi con il volto nella stessa direzione del wrestler e poi esegue una Brainbuster.

### Turnbuckle brainbuster
Un brainbuster che viene eseguito dall'angolo in cui l'esecutore fa cadere l'avversario in verticale sul turnbuckle. Una delle Brainbuster più pericolose e proibita in gran parte delle federazioni.

### Delayed Vertical Brainbuster
Conosciuto anche come Ghost Buster o un brainbuster appeso, questa è una variazione del brainbuster standard in cui il lottatore che esegue tiene il suo avversario in una posizione di suplex verticale per un massimo di 10 secondi prima di completare la manovra.

### Fisherman buster
La mossa si imposta come un normale fisherman suplex, ma anziché far cadere l'avversario di schiena lo si fa cadere di collo.

#### Cross-Legged Fisherman Buster
In questa variazione, il lottatore mette l'avversario in una presa frontale e usa il braccio libero per andare sotto la gamba vicina dell'avversario e agganciare quella lontana. Dopo aver sollevato l'avversario da terra, il lottatore salta in piedi e cade sulla schiena, sbattendo l'avversario a testa in giù sul tappeto.

#### Wrist Clutch Fisherman Buster
Questa variazione comporta afferrare e tirare per il polso dell'avversario, quindi sollevarlo in aria, prima di cadere sulla schiena, sbattendo l'avversario a terra sulla parte posteriore della testa/collo.

#### Small-Package Driver
Una variazione del fisherman buster, in questa versione il lottatore intrappola la gamba libera dell'avversario tra le proprie gambe quando esegue la mossa, risultando in un piccolo pacchetto .

### Spinning brainbuster
Brainbuster eseguita con un avvitamento orizzontale di 90° gradi.

### Inverted Brainbuster
Il lottatore inizia dietro e di fronte a un avversario in piedi. Il lottatore quindi tira indietro la testa dell'avversario e applica un blocco facciale invertito all'avversario con un braccio. Il lottatore quindi posiziona l'altro braccio sotto la parte bassa della schiena dell'avversario, usando quel braccio per elevare l'avversario finché non è verticale. Il lottatore quindi salta in piedi e cade sulla schiena, spingendo la testa dell'avversario sul tappeto.

### Scoop Brainbuster
Questa mossa vede il lottatore mettere l'avversario in una presa frontale , raccogliere una delle cosce dell'avversario con la mano libera, sollevare l'avversario a testa in giù e poi lasciarsi cadere su un fianco o sulla schiena, spingendo l'avversario al tappeto sul collo e sulle spalle. , o in cima alla loro testa.

### Single Underhook Brainbuster
Questa variazione viene eseguita quando un lottatore affronta l'avversario e aggancia una delle sue braccia, solleva l'avversario a testa in giù, quindi cade all'indietro sul tappeto sulla schiena, facendo cadere l'avversario sulla testa.

### Cradle Brainbuemster
Conosciuto anche come un brainbuster pancia a pancia, il lottatore si trova di fronte a un avversario in piedi e poi avvolge entrambe le braccia attorno al busto dell'avversario, sollevandole da terra. Il lottatore quindi sposta la presa in modo da tenere l'avversario per le gambe, afferrandolo dietro il ginocchio. Il lottatore quindi rimuove un braccio dalla gamba dell'avversario e applica rapidamente un front facelock con quel braccio, solleva l'avversario come se stesse usando un suplex verticale e atterra l'avversario sulla parte posteriore della testa.

### Cross-Arm Brainbuster
Questa variazione viene eseguita quando un lottatore affronta l'avversario e incrocia entrambe le braccia sul petto dell'avversario prima di sollevare l'avversario a testa in giù, quindi cadere all'indietro sul tappeto sulla schiena, facendo cadere l'avversario sulla testa.

### Northern lights driver
Una specie di suplex brainbuster con una posizione più laterale dell'avversario.

### Twisting Brainbuster
Conosciuto anche come un brainbuster rivoluzionario, questo brainbuster viene eseguito quando il lottatore che esegue la manovra torce il proprio corpo mentre tiene l'avversario in posizione verso l'alto, di solito lasciandolo cadere durante la rotazione.

### Kneeling Brainbuster
In questa variazione il wrestler alza l'avversario in un vertical suplex per poi fare un giro di 180° e mettersi in ginocchio, facendo cadere la testa dell'avversario sul suo ginicchio alzato.

### Air raid siren/Celtic cross
Si posiziona l'avversario dalla vita alle gambe, per poi lasciandosi cadere all'indietro facendo così sbattere violentemente il collo al suolo.